# Andimeshk
Andimeshk is een stad in de provincie Khoezistan in Iran. De stad is de hoofdplaats van de gelijknamige sharestan. De stad ligt ongeveer 10 km ten noorden van Dezful en 35 km ten noorden van Shush, en is gelegen langs de hoofdbaan en de spoorweglijn van Teheran naar Ahvaz. Deze huidige spoorlijn is een deel van de in 1938 aangelegde Trans-Iraanse Spoorlijn die in Andimeshk een van zijn stations kreeg.
De nederzetting en naam komen al voor op spijkerschrifttabletten uit de periode van de derde dynastie van Ur.